# Mathilde de Lantwyck
Pour les articles homonymes, voir Lantwyck.
Au XIIIe siècle, Mathilde de Lantwyck, fille d'Arnold de Lantwyck et petite-fille du chevalier Jean de Horst épouse Godefroid de Gossoncourt, seigneur de Gossoncourt et de Vaalbeek.

## Armes
Gossoncourt (de) :
d'or au sautoir de sable
Lantwyck (de) :
d'argent à trois fleurs de lis au pied coupé de gueules (Rode), au franc-quartier d'or a trois pals de gueules (Berthout, seigneurs de Malines)

de Gossoncourt
de Lantwyck

## Propriétaires successifs duchâteau de HorstduXIIIesiècleà1369
- Jean de Horst (avant 1263 jusqu'à 1268/1291)
- Arnold de Lantwyck, chef de nom et d'armes de la maison de Lantwyck (avant 1268/1291 jusqu'à 1292)
- Mathilde de Lantwyck et Godfried de Gossoncourt de (1292 jusqu’à 1292)
- Adam Ier de Lantwyck (de 1292 jusqu’à 1292)
- Jean Ier de Lantwyck et Marguerite de Tervueren (de 1292 jusqu’à 1312?)[2]
- Arnold de Lantwyck (de 1312? jusqu’à 1323?)
- Adam II de Lantwyck (de 1341 jusqu’à 1350?)
- Jean II de Lantwyck (de 1357 jusqu’à 1369)